# Троїцька церква (Нові Млини)
Свято-Троїцька церква — пам'ятка архітектури національного значення, розташована у с. Нові Млини, Борзнянського району, Чернігівської області.

## Історія
Церква була зведена 1800 року у поширеному тоді стилі класицизм. Належить до рідкісного типу тетраконхів — тобто, храм чотирипелюстковий у плані, центральний підбанний четверик у об'ємах не виділений.
У середині 19 століття до церкви було прибудовано ризниці та тамбур. Навколо церкви — огорожа 19 століття.
Церква добре збереглася як зовні, так і зсередини.